# Bembidion adductum
Bembidion adductum är en skalbaggsart som beskrevs av Thomas Casey. Bembidion adductum ingår i släktet Bembidion och familjen jordlöpare. Inga underarter finns listade i Catalogue of Life.